# Kommando (militärische Dienststelle)
Kommando ist die Bezeichnung für eine Führungsdienststelle in militärisch organisierten Formationen wie Militär, Polizei oder Feuerwehr.

## Deutschland

### Bundeswehr
In der deutschen Bundeswehr ist Kommando die Bezeichnung für verschiedene militärische Dienststellen, die den Status einer (höheren) Kommandobehörde haben. 
Die höheren Kommandobehörden der Teilstreitkräfte und militärischen Organisationsbereiche der Bundeswehr sind:
- Kommando Heer
- Kommando Luftwaffe
- Marinekommando
- Kommando Sanitätsdienst der Bundeswehr
- Kommando Streitkräftebasis
- Kommando Cyber- und Informationsraum

Daneben führen folgende aktive militärische Dienststellen das Wort „Kommando“ im Namen:
- ABC-Abwehrkommando der Bundeswehr
- Ausbildungskommando
- Einsatzführungskommando der Bundeswehr
- Kommando Feldjäger der Bundeswehr
- Kommando Informationstechnik der Bundeswehr
- Kommando Regionale Sanitätsdienstliche Unterstützung
- Kommando Sanitätsdienstliche Einsatzunterstützung
- Kommando Schnelle Einsatzkräfte Sanitätsdienst
- Kommando Spezialkräfte
- Kommando Spezialkräfte der Marine
- Kommando Strategische Aufklärung
- Kommando Territoriale Aufgaben der Bundeswehr
- Logistikkommando der Bundeswehr
- Luftwaffentruppenkommando
- Marinefliegerkommando
- Marineunterstützungskommando
- Multinationales Kommando Operative Führung
- Verbindungskommandos zu ausländischen oder multinationalen militärischen Dienststellen

Historisch gab es unter anderem in der Bundeswehr folgende Kommandos:
- Bundeswehrkommando Ost
- Deutsches Luftwaffenausbildungskommando USA
- Deutsches Luftwaffenkommando Beja
- Deutsches Luftwaffenkommando USA/Kanada
- Deutsches Luftwaffenübungsplatzkommando Beja
- Fernmeldeführungskommando Heer
- Führungsunterstützungskommando
- Flottenkommando
- Heeresführungskommando
- Heereskommando Ost
- Heerestruppenkommando
- Heeresunterstützungskommando
- Heimatschutzkommandos
- Kommando Luftbewegliche Kräfte
- Kommando Führung Operationen von Spezialkräften
- Kommando Operative Führung Eingreifkräfte
- Kommando Operative Führung Luftstreitkräfte
- Kommando Territoriale Verteidigung
- Luftflottenkommando
- Luftwaffenausbildungskommando
- Luftwaffenführungskommando
- Luftwaffenführungsdienstkommando
- Luftwaffengruppenkommandos (Nord und Süd)
- Luftwaffenkommando Nord und Süd
- Luftwaffenunterstützungsgruppenkommandos (Nord und Süd)
- Luftwaffenunterstützungskommando
- Lufttransportkommando
- Marineabschnittskommandos Nord, Nordsee, Ost, Ostsee, West
- Marinekommando Rostock
- Marineunterstützungskommando
- Sanitätsführungskommando
- Streitkräfteunterstützungskommando
- Taktisches Ausbildungskommando der Luftwaffe in Portugal
- Taktisches Ausbildungskommando der Luftwaffe USA
- Territorialkommandos
- Unterstützungskommandos (WHNS)
- Versorgungskommandos
- Waffensystemkommando der Luftwaffe
- Wehrbereichskommando (I–VII)

Zu den Korpstruppen gehörten:
- Artilleriekommandos
- Fernmeldekommandos
- Flugabwehrkommandos
- Heeresfliegerkommandos
- Instandsetzungskommandos
- Nachschubkommandos
- Pionierkommandos
- Sanitätskommandos

## Österreich

### Bundesheer
Dem Namen nach bestehen beim Österreichischen Bundesheer das Streitkräfteführungskommando, dem die Landstreitkräfte und die Luftstreitkräfte unterstehen, das Kommando Einsatzunterstützung, welches vor allem logistische Tätigkeiten durchzuführen hat sowie die für jedes Bundesland eingerichteten Militärkommanden.

### Exekutive
Bei der Bundespolizei bestehen in den politischen Bezirken die Bezirkspolizeikommanden und in den größeren Städten die Stadtpolizeikommanden. Die zuvor bestehenden Landespolizeikommanden wurden im Jahr 2012 mit den Bundespolizeidirektionen und Sicherheitsdirektionen zu Landespolizeidirektionen verschmolzen.
Bis zur Auflösung der Bundesgendarmerie im Juli 2005 bestanden zudem in den politischen Bezirken, in denen die Gendarmerie zuständig war, Bezirksgendarmeriekommanden. Diese waren den für jedes Bundesland außer Wien eingerichteten Landesgendarmeriekommanden und diese wiederum dem Gendarmeriezentralkommando untergeordnet.

## Multinational
Auf europäischer Ebene besteht das Europäische Lufttransportkommando.